# Тидеман, Фридрих
Фридрих Тидеман (нем. Friedrich Tiedemann; 23 августа 1781 — 22 января 1861) — немецкий зоолог, анатом и физиолог.
Член Леопольдины (1828), иностранный член Лондонского королевского общества (1832), Парижской академии наук (1861; корреспондент с 1814), иностранный почётный член Петербургской академии наук (1833). 

## Биография
Фридрих Тидеман родился 23 августа 1781 года в городе Касселе. С 1797 года изучал медицину и естественные науки в Марбургском университете. Окончив последний, занимался практическими работами в госпиталях Бамберга и Вюрцбурга и с 1804 года стал читать лекции в альма-матер. 
В 1805 году Тидеман перешёл в Вюрцбургский университет, где специально изучал нервную систему. 
В 1806 году назначен профессором зоологии и анатомии существовавшего тогда ещё баварского университета Ландсгут, а в 1816 году — профессором анатомии в университете Гейдельберга. 
Вместе с Тревиранусом Тидеман издавал с 1824 по 1835 год журнал «Zeitschrift für Physiologie» (Дармштадт и Гейдельберг).
В 1849 году Тидеман вышел в отставку и жил во Франкфурте-на-Майне, а затем в Мюнхене.
Его работы по анатомии как позвоночных и человека, так и беспозвоночных пользуются большою известностью, и некоторые из них справедливо называются классическими. Его учебник зоологии («Zoologie zu Fr. Т.’i Vorlesungen», Ландсгут и Гейдельберг, 1808 и 1810), оставшийся неоконченным, содержит превосходное описание анатомии птиц.

## Труды
- «Anatomie des Fischherzens» (Ландсгут, 1809);
- «Anatomie, der Kopflosen Missgeburten» (Ландсг., 1813);
- «De ganglio ophthalmico et nervis ciliaribus aminalium» (дисс., Ландсг., 1815);
- «Anatomie und Bildungsgeschichte des Gehirns im Foetus des Menscheh, nebst seiner vergleichenden Darstellung des Hirnbaues in den Thieren» (Нюрнберг, 1816, с 7 табл.);
- «Naturgeschichte der Amphibien. 1. Hfl. Gattung krokodil» (вместе с Оппелом и Либошицем, Гейдельберг и Мюнхен 1817);
- «Anatomie der Röhrenholothurie, des pommeranzenfarbignen See Sterns und des Stein-See-Igels» (удостоено премии; Гейдельберг 1817 (1820), с 10 табл.);
- «Icones cerebri Simiarum et quorundam Mammalium ranorum» (Гейдельберг, 1821, с 10 табл.);
- «Physiologie des Menschen» (т. I и III, Дармштадт, 1830 и 1836);
- «Das Hirn des Negers mit dem des Europäers und Orang-Outangs verglichen» (Гейдельберг, 1837, с 6 табл.);
- «Von lebenden Würmern und Insecten in den Geruchs organen des Menschen u. s. w.» (Маннгейм, 1844).

Последнюю свою работу Тидеман написал в 1854 году, она касается влияния наркотических средств на человека («Geschichte des Tabaks n. anderer ähnlicher Genussmittel» (Франкфурт, 1854).